# Acutisoma banhadoae
Acutisoma banhadoae is een hooiwagen uit de familie Gonyleptidae. De wetenschappelijke naam van Acutisoma banhadoae gaat terug op H. E. M. Soares & B. A. Soares.